# Bacteria donskoffi
Bacteria donskoffi är en insektsart som först beskrevs av Langlois och Michel G. Lelong 1998.  Bacteria donskoffi ingår i släktet Bacteria och familjen Diapheromeridae. Inga underarter finns listade.